# タルテュビオス

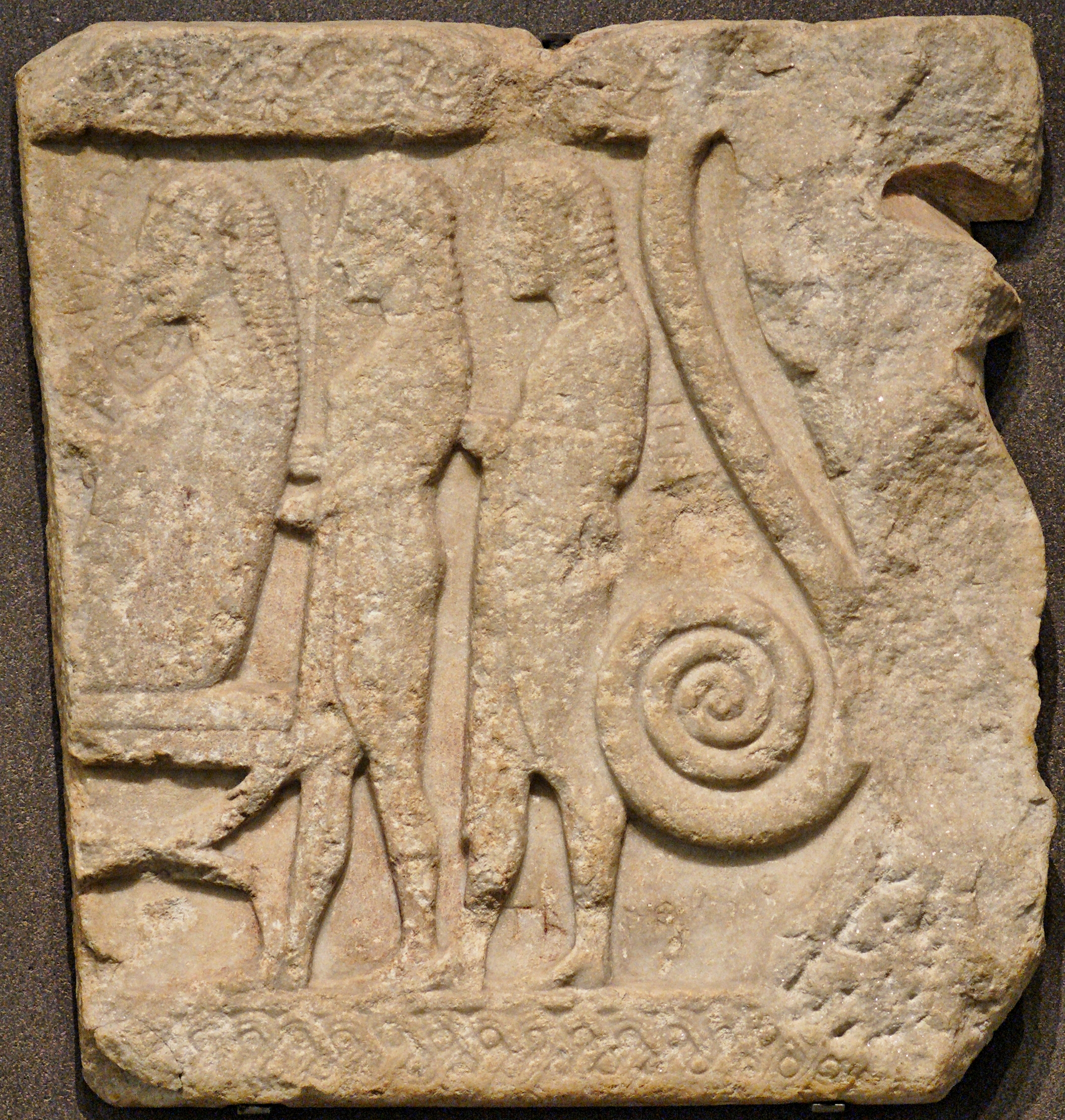
サモトラキ島から出土した紀元前560年頃のアガメムノーンとタルテュビオス、エペイオスのレリーフ彫刻。ルーヴル美術館所蔵。

タルテュビオス（古希: Ταλθύβιος, Talthybios）は、ギリシア神話の人物である。エウリュバテースとともにミュケーナイの王アガメムノーンに仕える伝令使。アガメムノーンに従ってトロイア戦争に参加した。

## 神話
タルテュビオスはアガメムノーンの伝令使としてトロイア戦争の開戦前から様々な役目を果たしている。アポロドーロスによると、メネラーオス、オデュッセウスとともにキプロス島に行き、キニュラース王に遠征軍に参加するよう説得した。またアガメムノーンが女神アルテミスの怒りを買ったために順風が吹かず、遠征軍がアウリスに足止めされたときは、オデュッセウスとともにクリュタイムネーストラーのもとに遣わされ、イーピゲネイアを犠牲に捧げるためにアウリスまで連れて来させた。
トロイア戦争では、ブリーセーイスを引き取るため、エウリュバテースとともにアキレウスの陣営に赴いた。メネラーオスがヘレネーを賭けてパリスと一騎討ちをした際には、アガメムノーンの命で大地母神ガイアと太陽神ヘーリオスに捧げる仔羊1頭を船から運び、メネラーオスがパンダロスの矢で傷を負うと、医術に長けたマカーオーンを呼びに遣わされた。両軍を代表したヘクトールと大アイアースの一騎討ちが日没に達しても決着がつかなかったときには、プリアモスの伝令使イーダイオスとともに戦いを止めた。さらにアガメムノーンとアキレウスが和解した際には、大神ゼウスとヘーリオスに捧げるためにイノシシを1頭用意し、アガメムノーンが執り行う供儀を補佐した。
タルテュビオスはその性格上、悲劇作品にも登場している。トロイア陥落後を描いたエウリーピデースの『トロイアの女』では、タルテュビオスはプリアモスの老いた妻ヘカベーにトロイア王家の女たちの運命を告げる役目を担う。すなわち、カッサンドラーはアガメムノーンに、アンドロマケーはネオプトレモスに、そして当のヘカベーはオデュッセウスに与えられることが決まり、さらにポリュクセネーがアキレウスの墓前で殺されたことを告げる。またアンドロマケーに対しては、ヘクトールの忘れ形見であるアステュアナクスが殺されなければならないという決定を告げる。同じく『ヘカベー』でも、タルテュビオスはヘカベーにポリュクセネーが殺されたことを告げている。
パウサニアースによると、スパルタのヘレニオンとアカイア地方のアイギオンには、タルテュビオスのものとされる墓があった。ヘーロドトスはスパルタにはタルテュビオスを祀った神殿があったと述べており、さらにタルテュビオスの後裔を称するタルテュビアダイと呼ばれる一族がいて、伝統的にスパルタの伝令使の役目を担ったと述べている。